# Asambleas del Partido Republicano de 2012 en Hawái
Las Asambleas del Partido Republicano de 2012 en Hawái se hicieron el 13 de marzo de 2012. Las Asambleas del Partido Republicano fueron unas asambleas, con 20 delegados para elegir al candidato del partido Republicano para las elecciones presidenciales de Estados Unidos de 2012.  En el estado de Hawái estaban en disputa 20 delegados.

## Elecciones

### Resultados
| Asambleas del Partido Republicano de Hawái de 2012 | Asambleas del Partido Republicano de Hawái de 2012 | Asambleas del Partido Republicano de Hawái de 2012 | Asambleas del Partido Republicano de Hawái de 2012 | Asambleas del Partido Republicano de Hawái de 2012 |
| Candidato                                          | Votos                                              | Porcentaje                                         | Delegados                                          |                                                    |
| -------------------------------------------------- | -------------------------------------------------- | -------------------------------------------------- | -------------------------------------------------- | -------------------------------------------------- |
| Mitt Romney                                        | 4,548                                              | 45%                                                | 9                                                  |                                                    |
| Rick Santorum                                      | 2,589                                              | 25%                                                | 5                                                  |                                                    |
| Ron Paul                                           | 1,975                                              | 19%                                                | 3                                                  |                                                    |
| Newt Gingrich                                      | 1,116                                              | 11%                                                | 0                                                  |                                                    |
| Delegados no proyectados:                          | Delegados no proyectados:                          | Delegados no proyectados:                          | 3                                                  |                                                    |
| Total:                                             | 10,228                                             | 100%                                               | 20                                                 |                                                    |

| Clave: | Retirado antes de la contienda |